# Влад, Александру
Александру Николае Влад (рум. Alexandru Nicolae Vlad; 6 декабря 1989, Сигету-Мармацией, Румыния) — румынский футболист, защитник.

## Биография
Воспитанник клуба «Ардялул» (Клуж-Напока). В 2008 году дебютировал в составе клуба «Интернационал» (Куртя-де-Арджеш) во второй лиге румынского чемпионата. После окончания сезона перешёл в «Сэгяту». Летом 2011 года был приглашён в «Пандурий». В румынской лиге свой первый матч сыграл 24 июля 2011 года. 3 июля 2013 года подписал контракт с днепропетровским «Днепром». Первый матч за «Днепр» сыграл 25 сентября 2013 в 1/16 Кубка Украины против «Буковины». В сезоне 2016/17 Влад впервые стал основным. В этом сезоне он и сыграл большинство матчей за «сине-бело-голубых». Летом 2017 покинул «Днепр» и подписал контракт с румынским клубом ЧФР (Клуж), но сыграл за «железнодорожников» всего 3 матча и поэтом после завершения сезона покинул клуб. Летом 2018 года стал игроком «Волунтари».